# Śródmieście (Gdynia)
Śródmieście – centralna, nadmorska dzielnica Gdyni, granicząca z następującymi dzielnicami tegoż miasta: Oksywie, Obłuże, Pogórze (wszystkie trzy od północy), Chylonia, Leszczynki, Grabówek (wszystkie trzy od zachodu) oraz Działki Leśne, Wzgórze Świętego Maksymiliana i Kamienna Góra (od południa), a od wschodu także z Morzem Bałtyckim.

## Historia

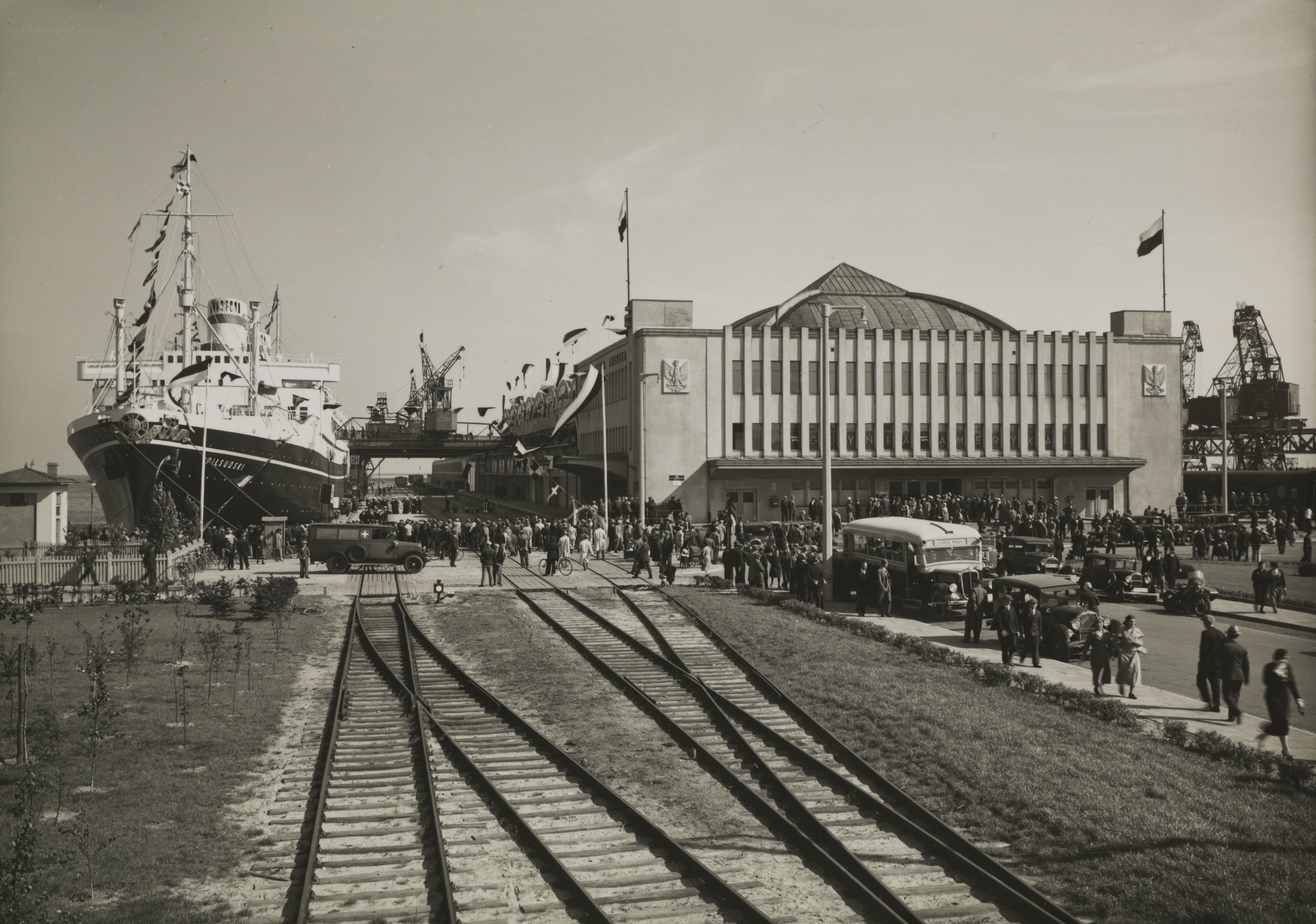
MS Piłsudski przy Dworcu Morskim

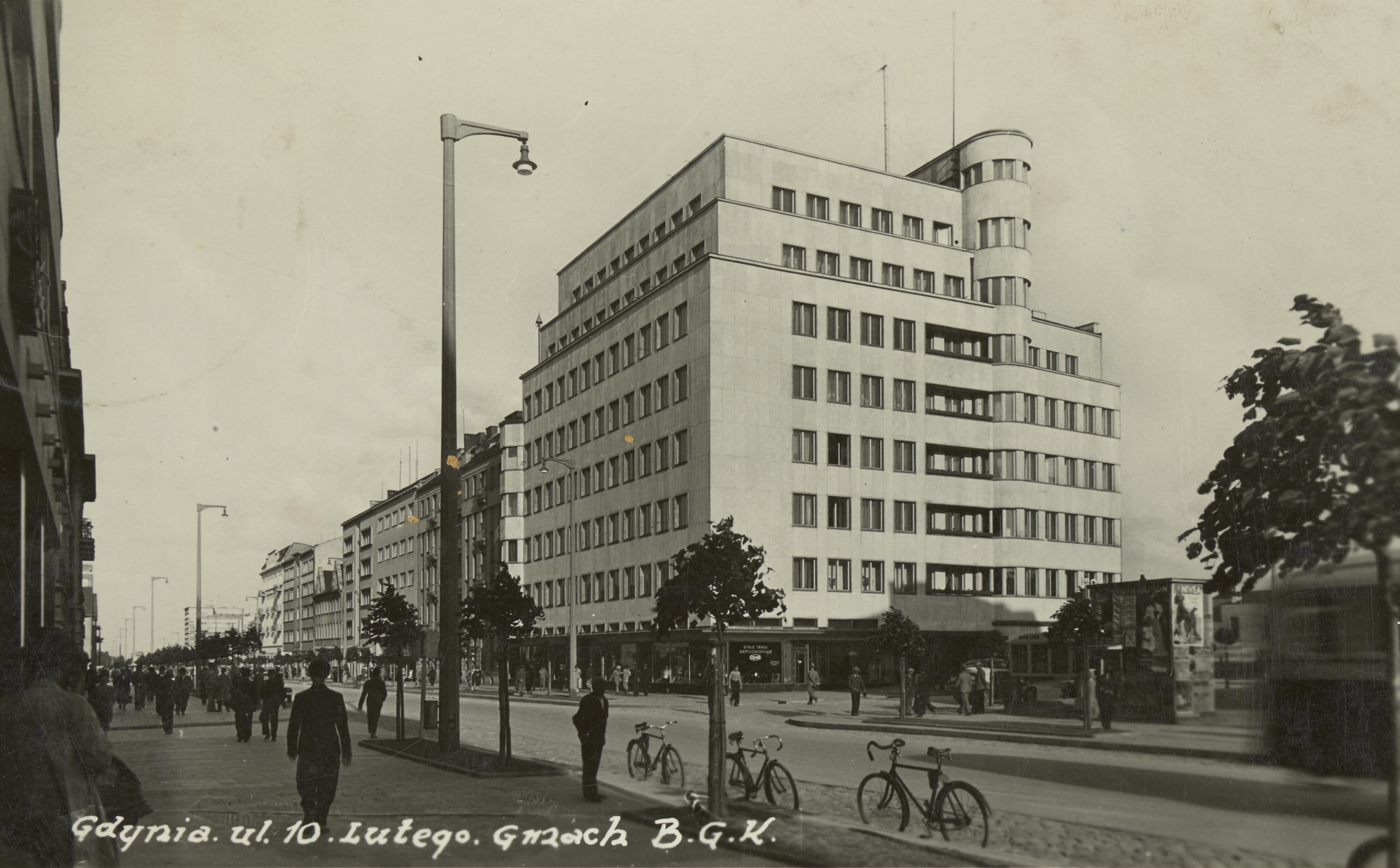
Ul. 10 Lutego, gmach B.G.K. 1937-1939.

Śródmieście Gdyni powstało w głównej mierze w latach 20. i 30. XX wieku. Modernistyczny charakter centrum nadali mu tacy architekci, jak między innymi absolwenci Politechniki Warszawskiej: Włodzimierz Prochaska, Tadeusz Jędrzejewski czy Stanisław Płoski. Śródmieście Gdyni przetrwało wojnę praktycznie nieuszkodzone. W 2007 roku modernistyczny układ Śródmieścia Gdyni został wpisany do rejestru zabytków, a w 2015 roku całe Śródmieście zostało umieszczone na liście pomników historii.
Na wschód od falochronu wschodniego nad morzem wyznaczono letnie kąpielisko Gdynia Śródmieście o łącznej długości linii brzegowej 200 metrów. W 2005 r. kąpielisko to posiadało wyróżnienie Błękitną Flagę.
Podczas okupacji Niemcy zmienili nazwę dzielnicy na Stadtmitte, włączając do niej współczesne Działki Leśne. W 1998 r. do dzielnicy Śródmieście została włączona dzielnica Port, w której znajduje się gdyński port morski. W gdyńskim śródmieściu znajduje się ul. Świętojańska, będąca najstarszą, reprezentacyjną ulicą miasta.
18 czerwca 2019 przy ul. Abrahama (na odcinku od ulicy 10 Lutego do ul. Batorego) oddano do użytku pierwszy woonerf w aglomeracji gdańskiej.
W kwartale ulic Armii Krajowej, Borchardta, skweru Kościuszki i Alei Topolowej, nieopodal Teatru Muzycznego, znajduje się blisko 3-hektarowy park Rady Europy. Przed 1939 teren ten stanowił własność rodziny Skwierczów, która w latach 60. XX w. została wywłaszczona z powodu planów wybudowania w tym miejscu Forum Kultury z teatrem i biblioteką. Plany te nie zostały jednak zrealizowane. W latach 90. grunt został skomunalizowany, a w 2007 władze Gdyni ogłosiły konkurs architektoniczny na zabudowę Forum Kultury (w którym tym razem kosztem 200 mln zł miały powstać biblioteka, galeria sztuki współczesnej i nowa siedziba Teatru Miejskiego). Spadkobiercy przedwojennych właścicieli wystąpili wówczas do sądu z pozwem o zwrot gruntu. Po 12 latach, w 2019, Naczelny Sąd Administracyjny uznał ich roszczenia. W tej sytuacji miasto postanowiło odkupić sporne grunty za 62 mln zł, jednak z uwagi na załamanie dochodów miasta w związku z pandemią COVID-19, plany te odłożyło na przyszłość. Część terenu nabyła natomiast firma deweloperska Hossa.
Na przylegającej do Międzytorza posesji przy ul. Jana z Kolna 36 w 2020 wyburzono dotychczasową zabudowę magazynową, a w jej miejsce ma powstać budynek mieszkalno-usługowy z dominantą sięgającą 55 metrów wysokości.
Do końca 2021 w ramach projektu KLIMATyczne Centrum władze Gdyni zapowiadały powstanie nowych terenów zielonych, ograniczenie ruchu samochodowego i miejsc parkingowych, wprowadzenie jednokierunkowego ruchu na ul. Świętojańskiej oraz kontrabuspasów na ul. Władysława IV, Wójta Radtkego, Jana z Kolna i 3 Maja oraz kilku parkingów buforowych na obrzeżach Śródmieścia, rewitalizację ulic 10 Lutego, Starowiejskiej i Abrahama, zmiany na pl. Kaszubskim i alei Jana Pawła II.

### Lista informacyjna UNESCO

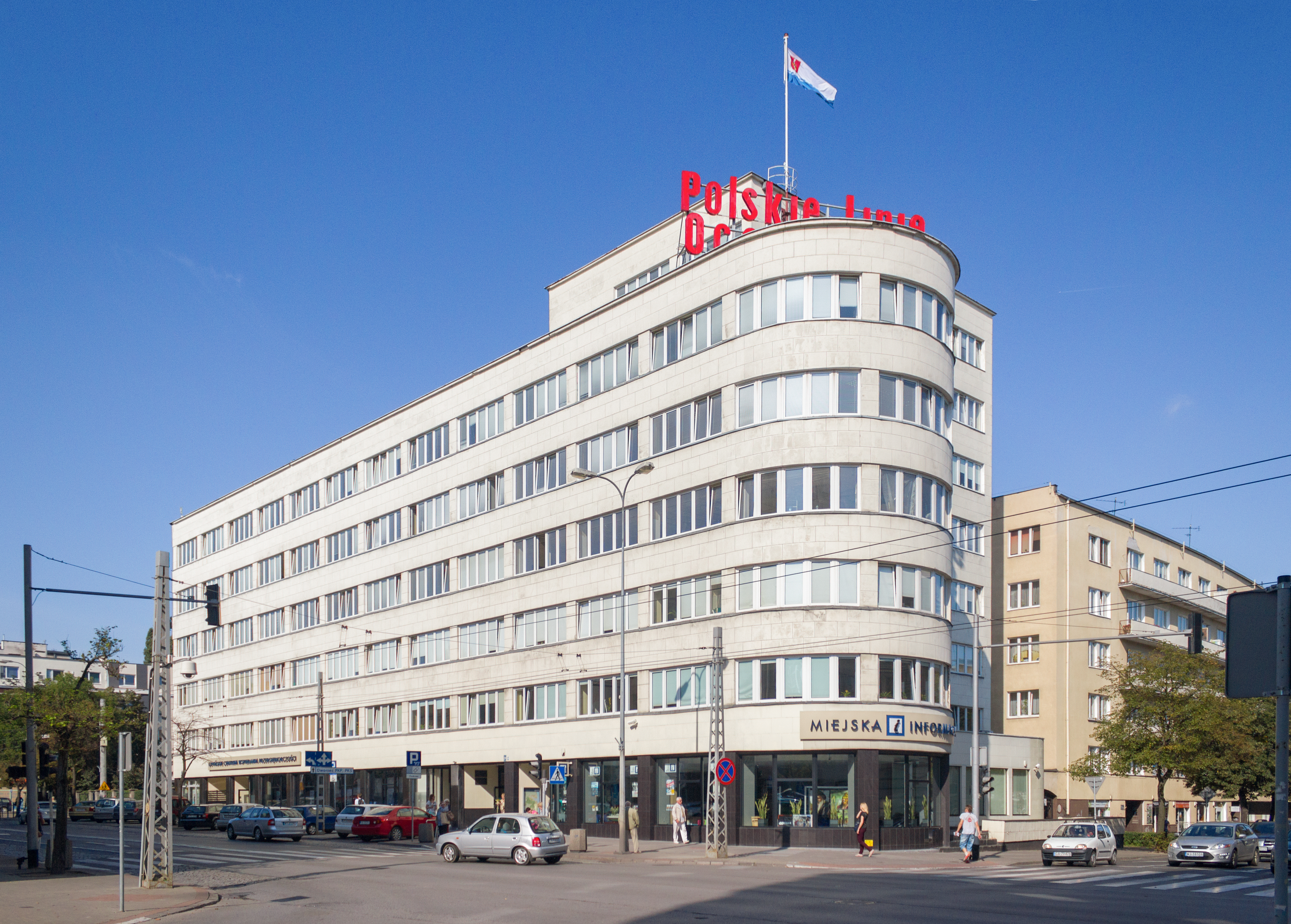
Budynek biurowy ZUS

26 września 2019 roku Modernistyczne Centrum Gdyni zostało umieszczone na liście informacyjnej UNESCO (w listopadzie 2019 polska lista informacyjna zawierała 6 obiektów). W tekście wyjaśniającym napisano:

Centrum modernistyczne w Gdyni jest wyjątkowe jako zabytek europejskiej urbanistyki i architektury, w którym ideały modernizmu zostały skonfrontowane ze zmieniającymi się potrzebami rozrastających się miasta i portu, tworząc w konsekwencji miejsce o wyraźnie nowoczesnym charakterze, ale jednocześnie bez żadnych cech doktrynerskich. Szczególną rolę odgrywają tu ulice biegnące w stronę morza, w szczególności ulica 10 Lutego, która jest osią łączącą dworzec kolejowy z Molo Południowym, wysuniętą daleko w morze.

## Ważniejsze zabytki

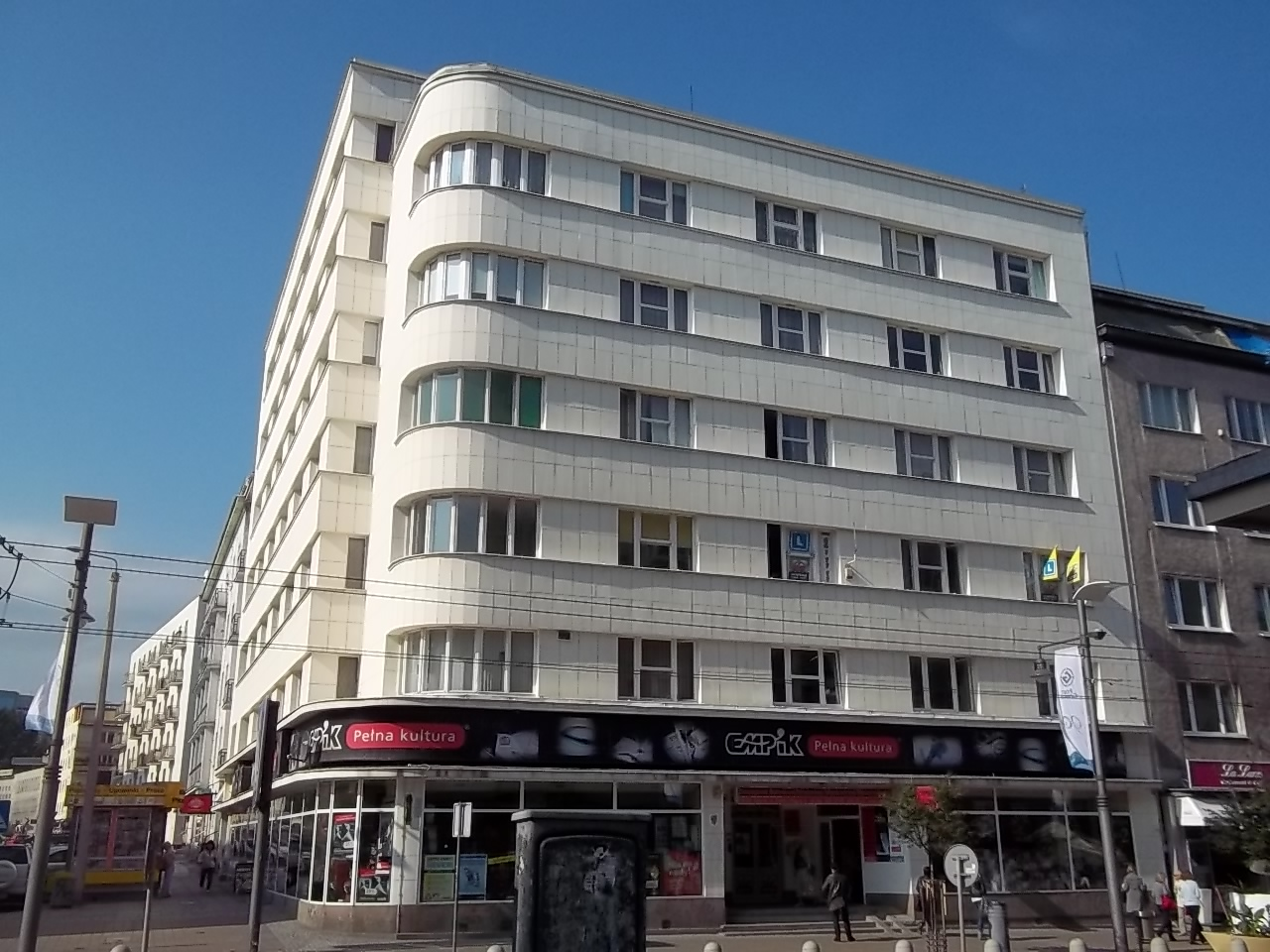
Kamienica Orłowskich

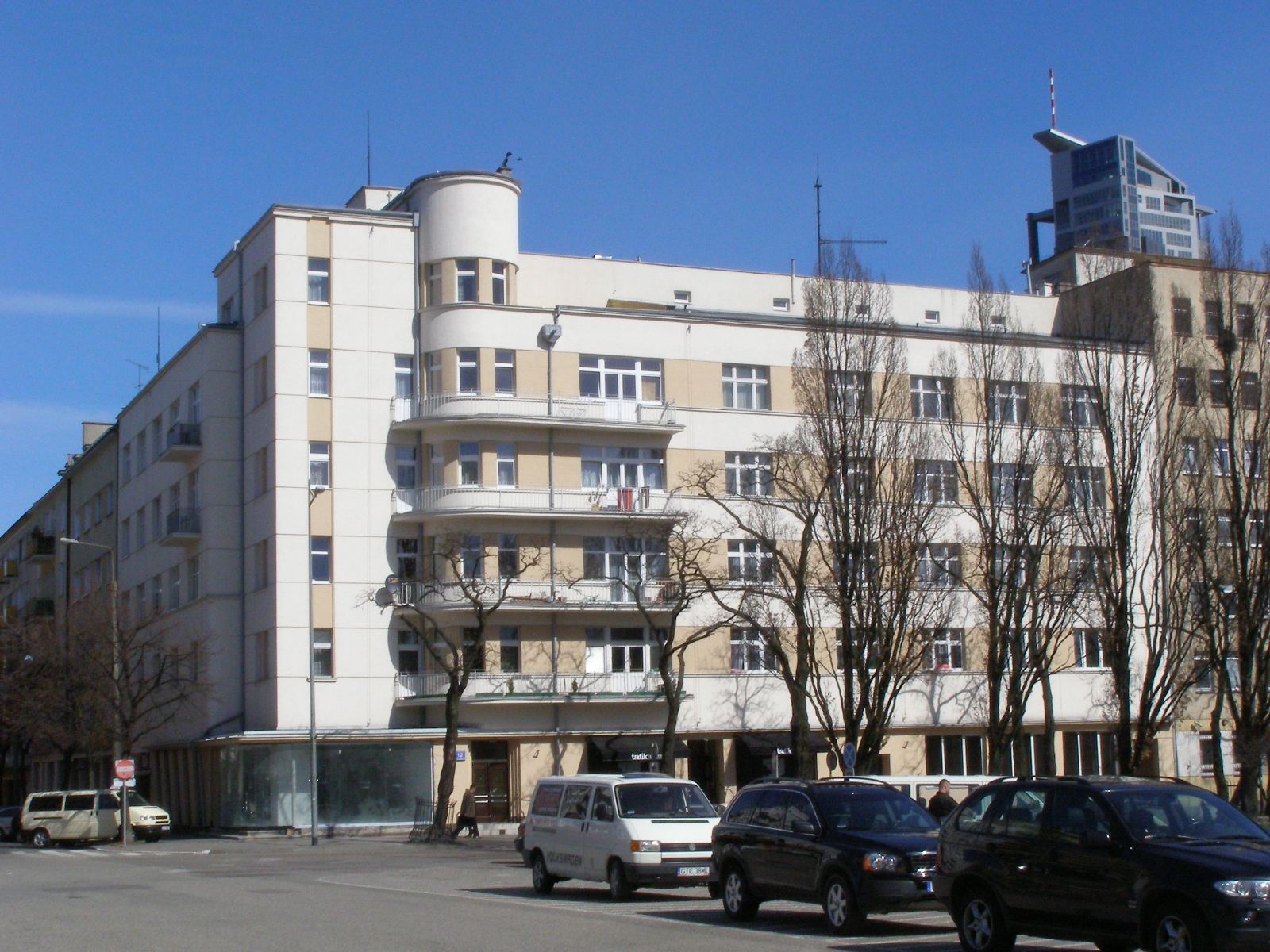
Kamienica Pręczkowskich

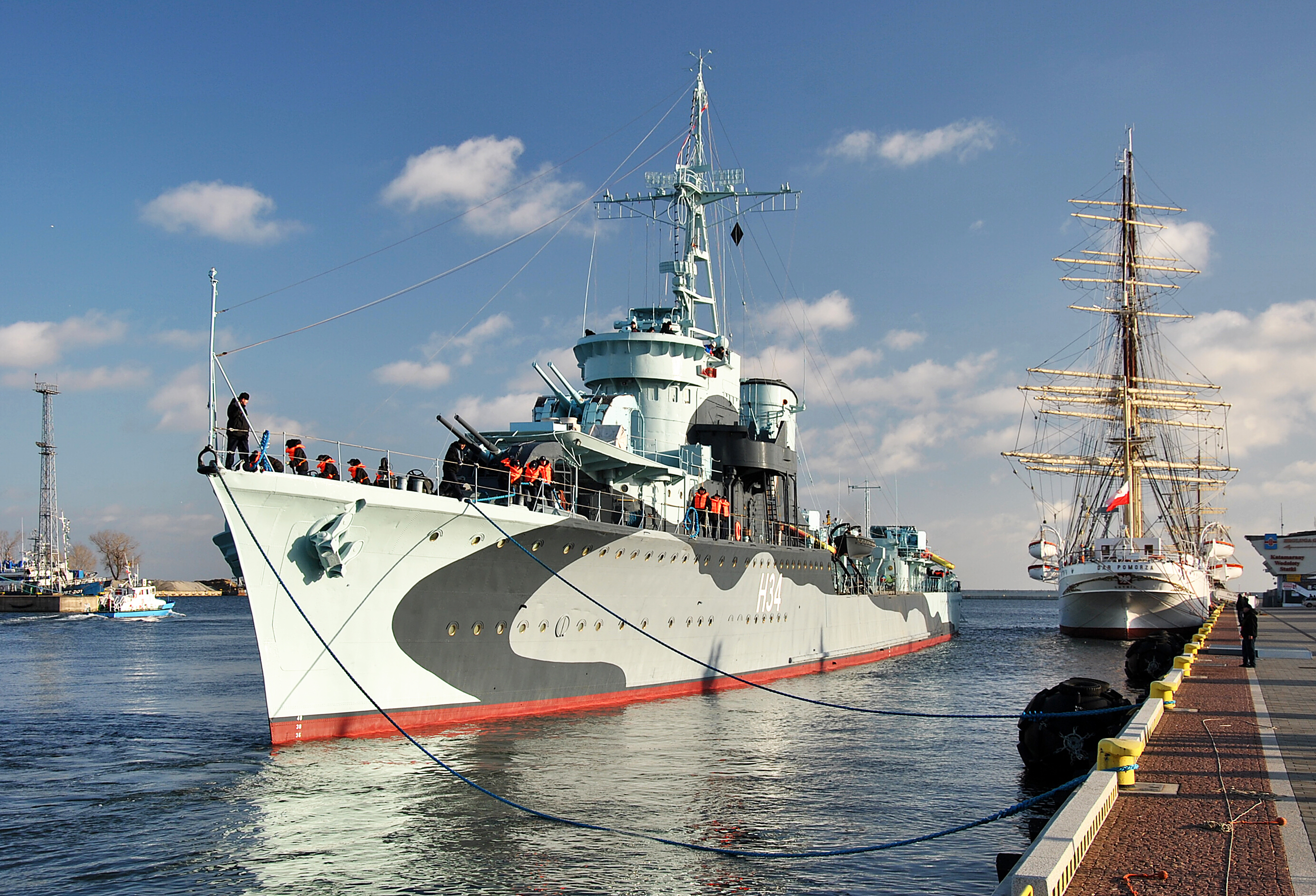
ORP „Błyskawica”, jako okręt–muzeum, dobijający do nabrzeża Pomorskiego w Gdyni

W Śródmieściu znajduje się kilka obiektów i instytucji:
- Urząd Miasta Gdyni
- Gmach Sądu Rejonowego (Plac Konstytucji 5)
- Dworzec kolejowy Gdynia Główna (Plac Konstytucji)
- Szpital Miejski im. Józefa Brudzińskiego (Plac Kaszubski)
- Miejska Hala Targowa (ul. Wójta Radtkego 36/40)
- Budynek biurowy ZUS (ul. 10 Lutego 24 róg ul. 3 Maja)
- Zespół mieszkaniowy BGK (ul. 3 Maja 27-31, róg ul. 10 Lutego oraz róg ul. Batorego)
- Gmach Biura Budowy Portu (ul. Waszyngtona 38)
- Domek Abrahama (ul. Starowiejska 30)
- Dom Marynarza Szwedzkiego (ul. Jana z Kolna 25)

### Port morski

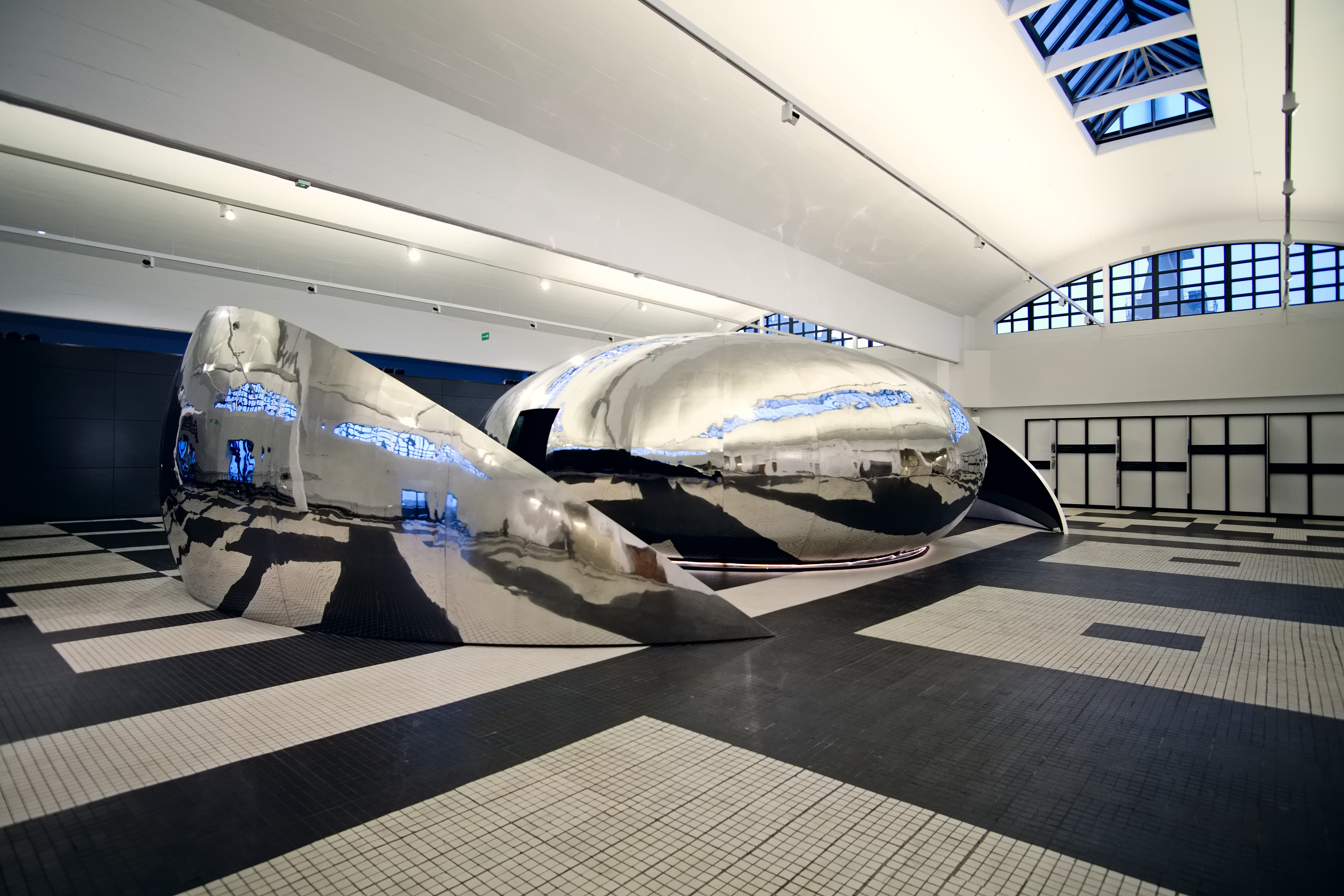
Muzeum Emigracji

- Dworzec Morski
  - Muzeum Emigracji
- Molo Południowe
  - Dar Pomorza
  - ORP Błyskawica
- Akwarium Gdyńskie
- Dom Żeglarza Polskiego

### Kamienice
- Kamienica Pręczkowskich (Skwer Kościuszki 10-12)
- Kamienica Peszkowskiego (Skwer Kościuszki 14)
- Kamienica Krenskich (ul. Świętojańska 55)
- Kamienica Orłowskich (ul. Świętojańska 68)
- Kamienica Hundsdorffów (ul. Starowiejska 7)

### Pomniki
- Pomnik Antoniego Abrahama
- Para Kaszubów na ławce
- Pomnik Ludziom Morza
- Pomnik Josepha Conrada